# Старість

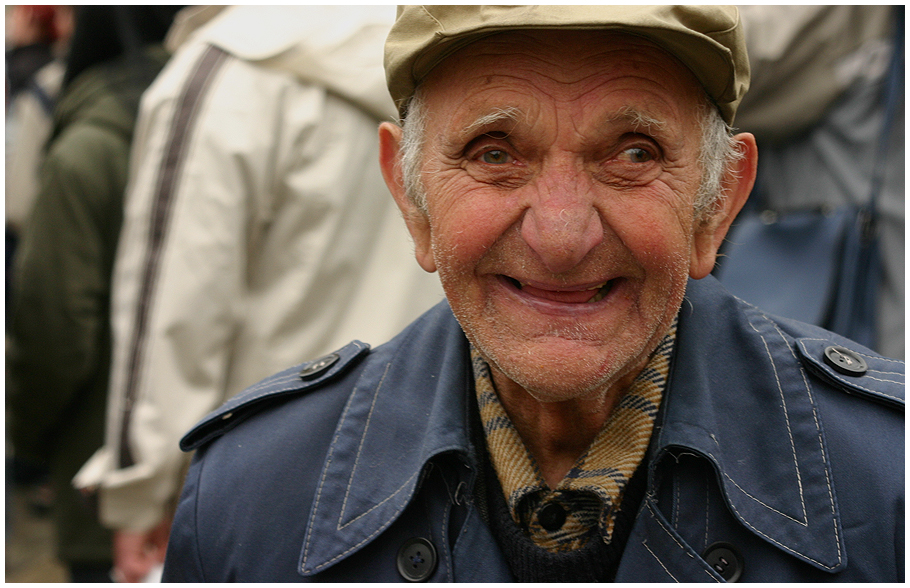
Чоловік старечого віку

Старість — період життя людини після втрати здатності організму до продовження роду та до смерті. 

## Основні параметри
Характеризується погіршенням здоров'я, згасанням функцій організму.
Перед цим періодом життя, громадяни багатьох країн (жінки — з 55-75 років, чоловіки — з 60-75 років, залежно від країни) мають право вийти на пенсію. Але є також дуже багато пенсіонерів, що працюють.

## Періодизація
Старість ділиться на декілька коротших періодів життя людини:
- Похилий (літній) вік — 61-71 для чоловіків, 56-74 для жінок.
- Старечий вік — 71-90 для чоловіків, 74-90 для жінок.
- Вік довгожительства — понад 90 років. Загасання функцій організму. Закінчується смертю.